# Бизья
Бизья́ (фр. Biziat) — коммуна во Франции, находится в регионе Рона — Альпы. Департамент — Эн. Входит в состав кантона Шатийон-сюр-Шаларон. Округ коммуны — Бурк-ан-Брес.
Код INSEE коммуны — 01046.

## География
Коммуна расположена приблизительно в 360 км к юго-востоку от Парижа, в 55 км севернее Лиона, в 22 км к западу от Бурк-ан-Бреса.
На северо-востоке коммуны протекает река Вель.

## Климат
Климат полуконтинентальный с холодной зимой и тёплым летом. Дожди бывают нечасто, в основном летом.

## Население
Население коммуны на 2010 год составляло 797 человек.
| 1962 | 1968 | 1975 | 1982 | 1990 | 1999 | 2010 |
| ---- | ---- | ---- | ---- | ---- | ---- | ---- |
| 502  | 518  | 533  | 561  | 574  | 647  | 797  |

## Администрация
| Период | Период | Фамилия       | Партия | Примечания |
| ------ | ------ | ------------- | ------ | ---------- |
| 1971   | 1983   | Реймон Монье  |        |            |
| 1983   | 2001   | Жан Мюзи      |        |            |
| 2001   | 2008   | Макс Бань     |        |            |
| 2008   | 2020   | Кристиан Жиро |        |            |

## Экономика
В 2010 году среди 516 человек трудоспособного возраста (15—64 лет) 423 были экономически активными, 93 — неактивными (показатель активности — 82,0 %, в 1999 году было 73,6 %). Из 423 активных жителей работали 392 человека (205 мужчин и 187 женщин), безработных было 31 (17 мужчин и 14 женщин). Среди 93 неактивных 33 человека были учениками или студентами, 34 — пенсионерами, 26 были неактивными по другим причинам.

## Достопримечательности
- Церковь Нотр-Дам (XII век). Исторический памятник с 1947 года[4]
- Бывшая больница и хоспис (XIII век). Исторический памятник с 1980 года[5]
- Комплекс укреплений (XIV век). Исторический памятник с 1929 года[6]

## Фотогалерея

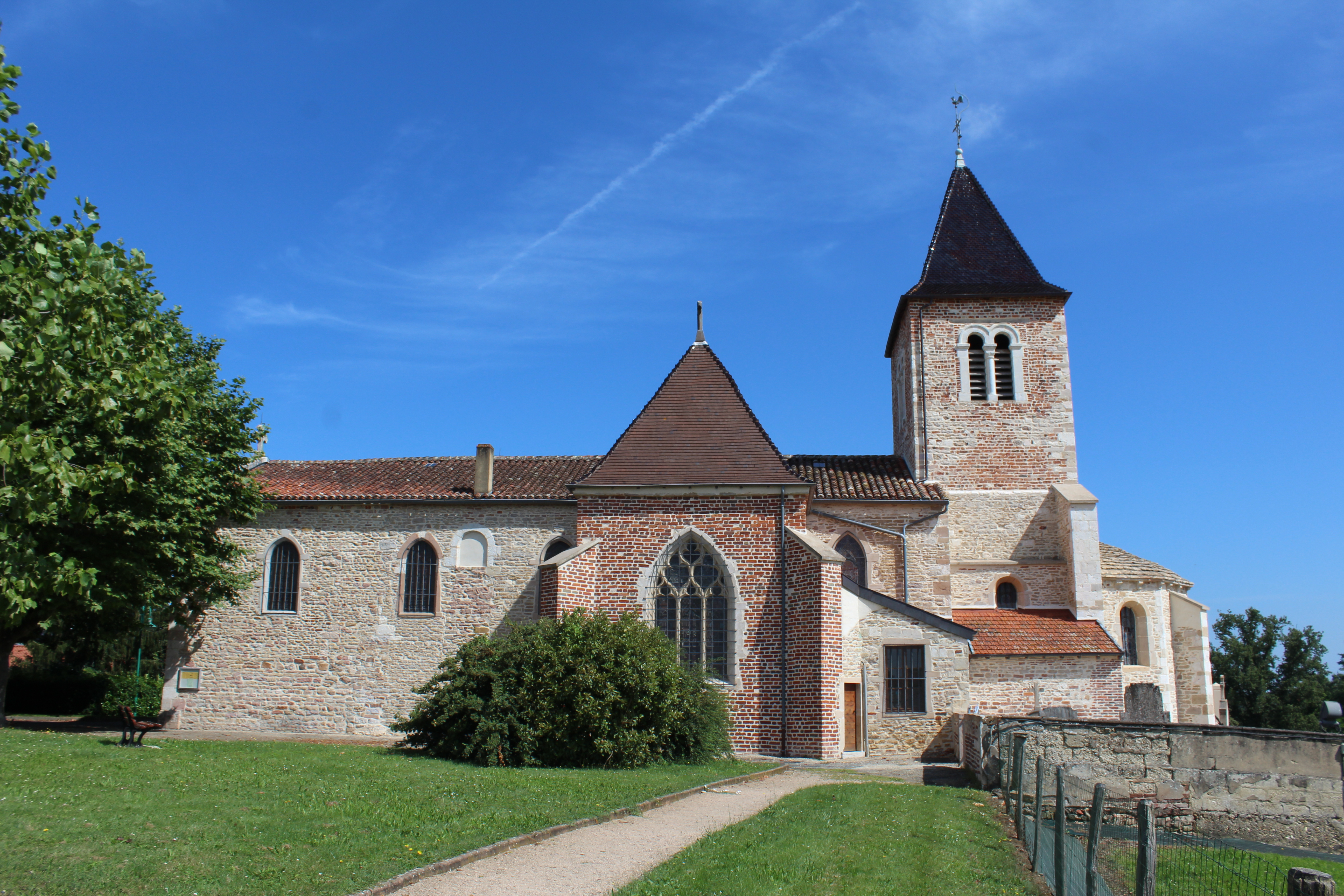
Церковь Сен-Клер
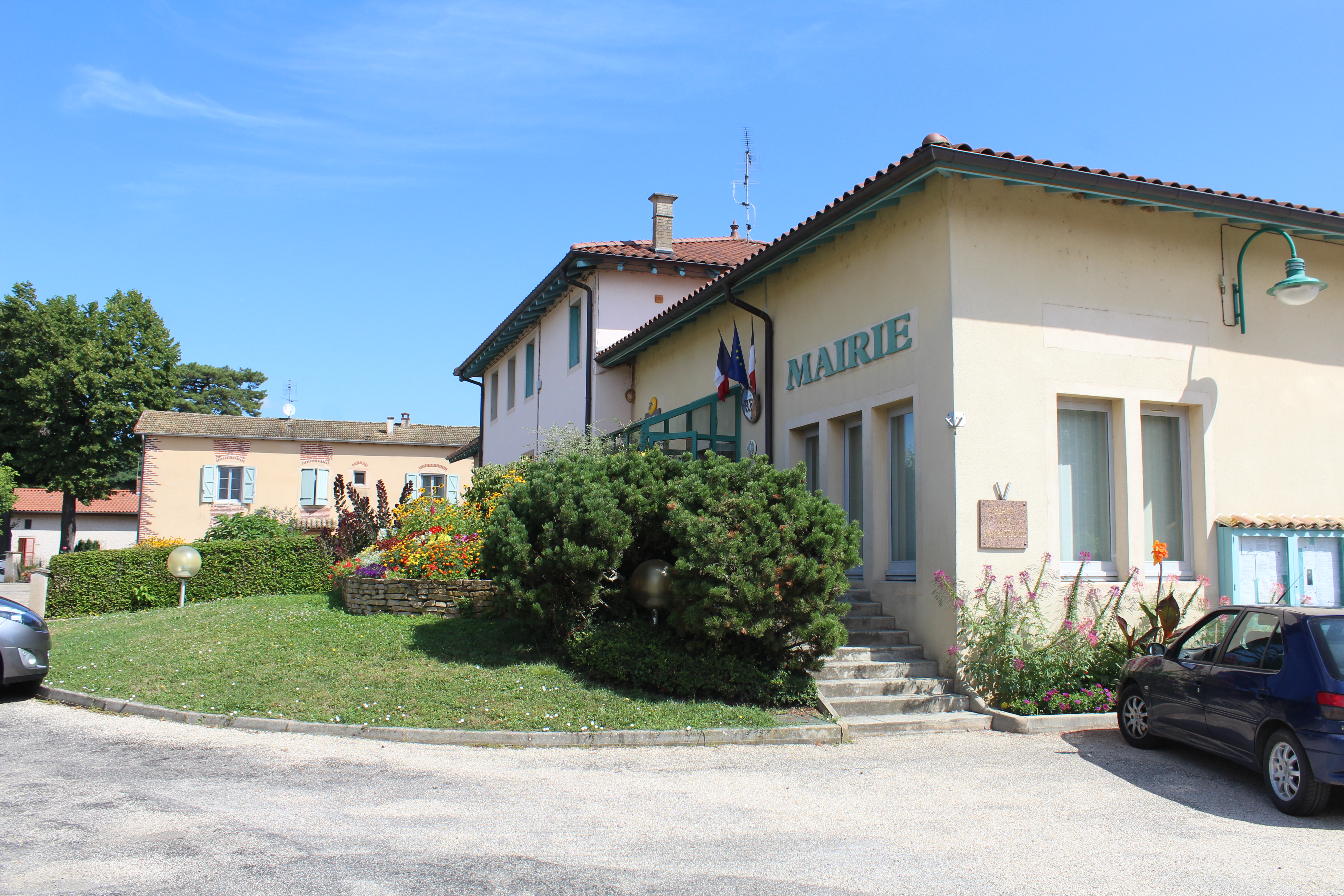
Мэрия
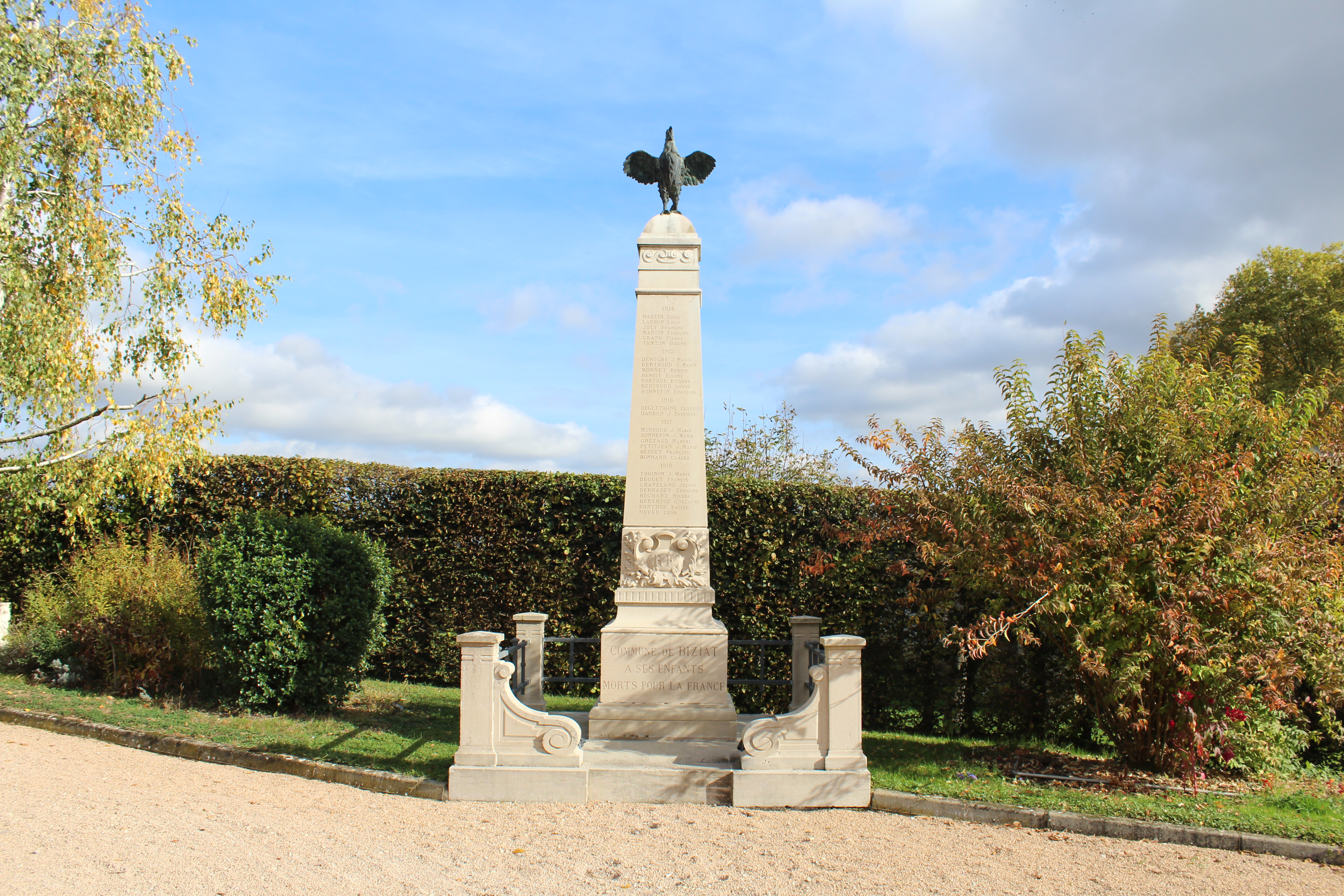
Военный мемориал
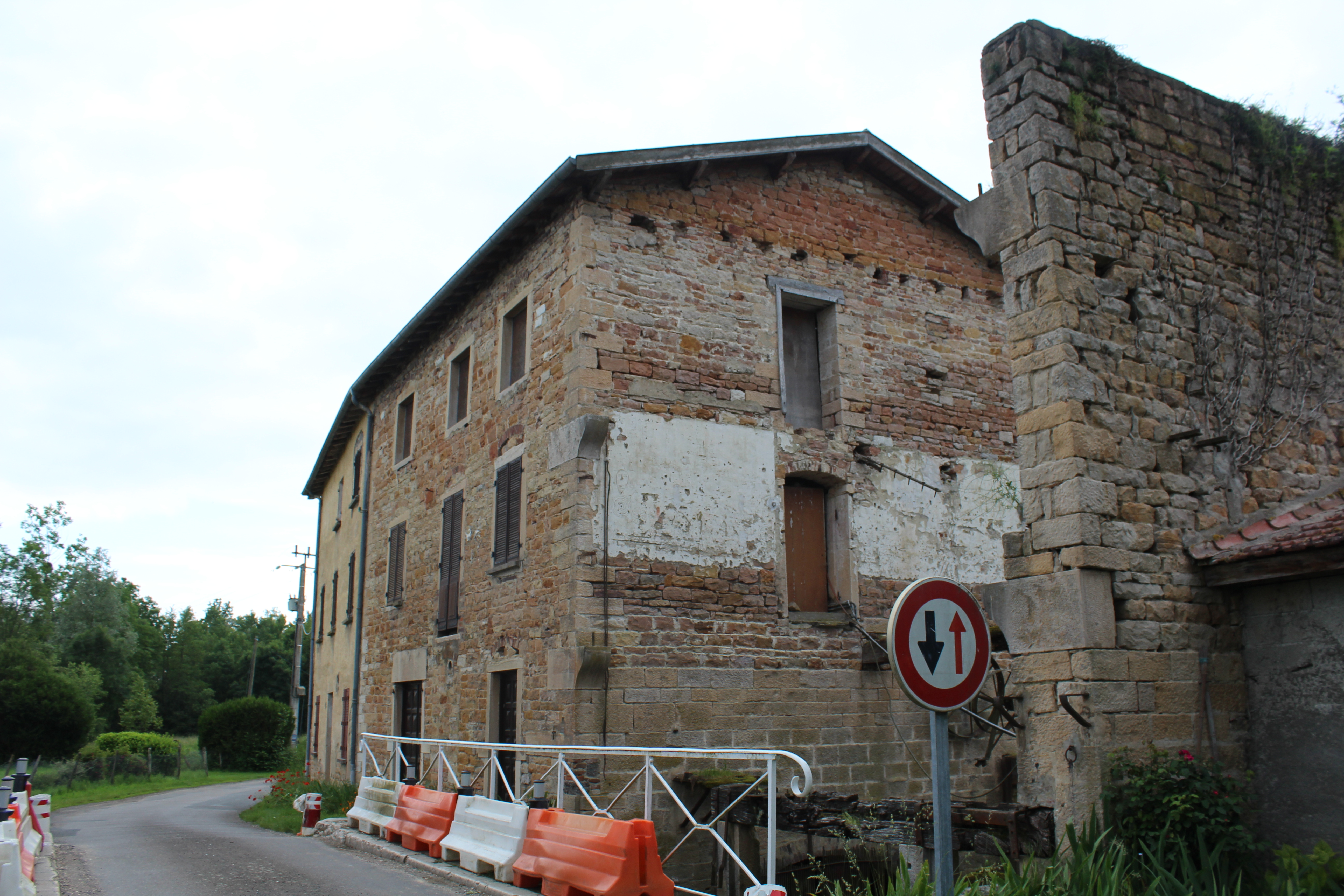
Мельница
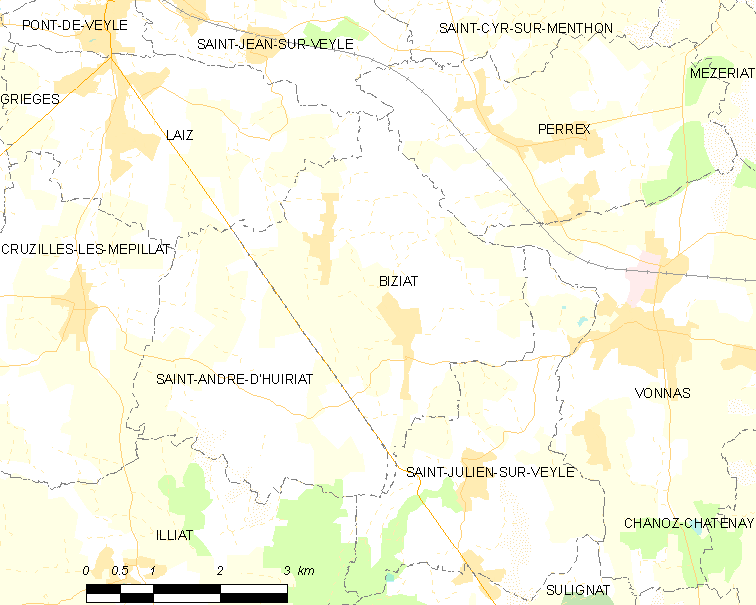
Карта коммуны